# Wong Kar-wai
Wong Kar-wai (王家卫, pinyin: Wang Jiawei), född 17 juli 1958 i Shanghai, är en kinesisk, Hongkong-baserad, filmregissör, manusförfattare och filmproducent.

## Filmografi som regissör (urval)
- 1988 – As Tears Go By
- 1990 – Days of Being Wild
- 1994 – Chungking Express
- 1994 – Ashes of Time
- 1995 – Helgon i neon
- 1997 – Lyckliga tillsammans (Happy Together)
- 2000 – In the Mood for Love
- 2004 – 2046
- 2007 – My Blueberry Nights
- 2007 – Chacun son cinéma (delen "I Travelled 9000 km to Give It to You")
- 2013 – The Grandmaster